# Mont Puke
Le mont Puke est le plus haut sommet de l'île de Futuna à Wallis-et-Futuna, avec une altitude comprise entre 522 m et 524 m selon les sources.

## Géographie
Le mont Puke est entouré à l'ouest par les monts Kafua (502 m) et Kolofutafuta (473 m). Plus au sud se trouve le mont Matatao (384 m), au sud-ouest et le mont Mamati (303 m) au sud-est. L'île d'Alofi voisine porte le mont Kolofau (417 m).

## Mythes et légendes
Selon une tradition orale, les royaumes Sigave et Alo se disputaient le mont Puke et décidèrent de régler le litige par un concours : le premier royaume à monter le résultat de leur pêche au sommet du mont l'emporterait. Les gens de Sigave pêchèrent une baleine et ceux d'Alo une tortue. Ce fut ces derniers qui arrivèrent au sommet en premiers et la tortue serait encore enterrée sous le tertre qui y est visible. Depuis lors le mont Puke appartient au royaume d'Alo et marque la frontière entre les deux royaumes, le royaume Sigave commençant en contrebas, au rocher de la baleine.
Le mont Puke serait ensuite devenue le refuge de la déesse Finelasi, protectrice de l'île de Futuna,.